# Meaghan Kall
Meaghan Kall est une épidémiologiste travaillant à la UK Health Security Agency. 
En 2021, la revue Nature la désigne dans Nature 's 10, leur liste mondiale des dix personnes qui ont contribué à façonner la science cette année-là.

## Jeunesse et éducation
Kall grandit dans une petite ville conservatrice du Michigan. Elle obtient un bachelor en sciences de la nutrition à l'université d'État du Michigan et un master en sciences de la santé à l'université Johns-Hopkins. Sa thèse de doctorat, soutenue à l'University College de Londres et supervisée par Richard Gilson, s'intitule Enquête longitudinale nationale sur les besoins en soins de santé et les comportements à risque des personnes séropositives.

## Carrière
Elle travaille de 2009 à 2020 en tant que fonctionnaire à Public Health England pour suivre le VIH/SIDA. En 2020, elle est enrôlée dans la réponse du gouvernement britannique au COVID-19. Elle y est épidémiologiste principale chargée de la documentation technique et de la communication au gouvernement et au public. En 2021, elle se fait connaître sur Twitter pour ses fils expliquant les données épidémiologiques. Son adoption de Twitter pour la communication scientifique publique est considérée comme particulièrement efficace, même si cela ne faisait pas partie de son emploi officiel. En janvier 2021, Kall est nommée épidémiologiste principale de la cellule d'épidémiologie COVID-19 de la UK Health Security Agency.

## Reconnaissance
Kall figure sur une liste de dix scientifiques ayant joué un rôle important en 2021, établie par la revue scientifique Nature.